# 雉焼き
雉焼き（きじやき、雉子焼き、きじ焼き、キジ焼き）は、味醂、醤油などで作った漬け汁に食材を漬けてから焼く日本料理の調理法、または料理の名称。

## 概要
鶏肉や魚肉を醤油と味醂などで作った漬け汁に漬けてから焼いた料理。これを丼飯に乗せた「キジ焼き丼」などもある。
豆腐を雉焼きにしたものは精進料理の「雉豆腐」「雉焼豆腐」となる。
元来は名称通り、鳥類のキジ (雉)を用いた料理であり、これは室町時代から江戸時代にかけてご馳走として食されていた。キジ肉には臭みがあるため、甘辛い濃い味付けにしていた。
雉焼きは、同様の調理法を用いた料理、もしくは味を近づけた見做し料理のことを指す。
鶏肉を用いたものを「鶏のきじ焼き」などと呼ぶ。

## その他
- 北大路魯山人はマグロの砂摺り[注釈 1]を使った焼きたての雉焼きを「下手なうなぎよりか、よっぽど美味い」と評しているが、並んで「壮年のよろこぶ下手美食」であるともしている[4]。
- 2024年のNHK大河ドラマ『光る君へ』第30回ではキジ肉を串焼きにした焼き鳥状の雉焼きが登場した[5]。